# Michael Kratsios
Michael John Kotsakas Kratsios (né le 7 novembre 1986) est un homme d'affaires et un fonctionnaire américain. Il a servi en tant que quatrième directeur de la technologie des États-Unis au sein du Bureau de la politique scientifique et technologique de la Maison-Blanche. Dans ce rôle, Kratsios a été le principal conseiller technologique du président Donald Trump. Du 10 juillet 2020 au 20 janvier 2021, Kratsios a également été le sous-secrétaire à la Défense pour la recherche et l'ingénierie par intérim.
Le 22 décembre 2024, le président élu Donald Trump a annoncé son intention de nommer Kratsios comme prochain directeur du Bureau de la politique scientifique et technologique et Conseiller scientifique du Président, un poste de niveau cabinet.

## Éducation
La famille de Kratsios est originaire de Volissós, Chios, et de la ville de Kastoria, toutes deux situées en Grèce. Il a obtenu son diplôme de fin d'études secondaires au Richland Northeast High School à Columbia, en Caroline du Sud, en 2004. Ensuite, il a étudié à l'université de Princeton et a obtenu un baccalauréat en sciences politiques ainsi qu'un certificat en études helléniques en 2008,,,. Kratsios a rédigé un mémoire de 125 pages intitulé « Économie et vote dans la Troisième République hellénique : analyse agrégée et individuelle de l'électorat grec, 1985-2007 », sous la supervision de Markus Prior. Il a été boursier invité à l'université Tsinghua à Pékin.

## Carrière
Pendant ses études universitaires, Kratsios a été stagiaire pour le sénateur des États-Unis Lindsey Graham et a été rédacteur en chef et président de Business Today,,. Après son passage à Princeton, il a travaillé pour Barclays Capital et Lyford Group International, et a ensuite servi en tant que directeur financier de Clarium Capital Management,.
Avant de rejoindre l'administration Trump en tant qu'adjoint du président, Kratsios était principal chez Thiel Capital et a servi comme chef de cabinet de l'entrepreneur et capital-risqueur Peter Thiel,,.

### Maison-Blanche
Kratsios a rejoint la Maison-Blanche en 2017 en tant que Deputy Assistant to the President for Technology Policy. En mars 2019, la Maison-Blanche a annoncé que le président Trump nommerait Kratsios en tant que prochain CTO des États-Unis et directeur associé du Bureau de la politique scientifique et technologique. Le 1er août 2019, le Sénat des États-Unis a voté à l'unanimité pour confirmer sa nomination en tant que quatrième CTO des États-Unis.
À la Maison-Blanche, Kratsios a milité pour la promotion des technologies émergentes aux États-Unis. Sous sa direction, la Maison-Blanche a accueilli le Sommet sur le leadership américain dans les technologies émergentes lors de la Semaine de la technologie de l'administration en juin 2017, lançant un effort sur plusieurs années pour prioriser les domaines dans lesquels les États-Unis doivent assurer une prééminence technologique pour maintenir une économie forte et garantir la sécurité nationale,,.
Kratsios a dirigé les efforts de l'administration sur l'intelligence artificielle et la science de l'information quantique. Il est l'architecte de l'Initiative américaine sur l'IA, la stratégie nationale pour promouvoir le leadership américain en IA,. Il a également supervisé la mise en œuvre de la loi bipartisane sur l'Initiative nationale sur le quantique, incluant la création d'un nouveau Bureau de coordination quantique national à la Maison-Blanche. En août 2020, Kratsios a annoncé un investissement d'un milliard de dollars dans des instituts de recherche pour faire avancer la R&D en IA et en quantique aux États-Unis. Kratsios était responsable de l'élaboration d'un ensemble inédit de principes réglementaires pour gouverner le développement de l'IA dans le secteur privé. En janvier 2020, Kratsios a annoncé la création du Bureau de l'Initiative nationale sur l'IA à la Maison-Blanche. Il a également dirigé les efforts de la Maison-Blanche pour intégrer les drones dans le système national de l'espace aérien, aboutissant à un mémorandum présidentiel signé le 25 octobre 2017, appelant à la création du Programme pilote d'intégration des systèmes d'aéronefs sans pilote (UAS),,,.
En mars 2020, Kratsios a lancé le Consortium de calcul haute performance pour le COVID-19, le plus grand partenariat public-privé jamais créé en matière de calcul, pour mettre en relation des chercheurs avec les ressources informatiques les plus puissantes du monde, accélérant ainsi le rythme de la découverte scientifique dans la lutte contre le virus,.
Kratsios a représenté les États-Unis en tant que chef de délégation à de nombreux forums internationaux, incluant les réunions ministérielles de technologie du G7 à Turin, Montreal, et Paris,,, et les réunions ministérielles économiques numériques du G20 à Salta, Argentine et Tsukuba, Japon,. Il a travaillé avec les alliés des États-Unis, y compris au sein du G7, pour contrer la Chine en matière de politique de l'IA, et durant son mandat, les États-Unis ont rejoint le Partenariat mondial sur l'IA.
Kratsios a également dirigé les efforts des États-Unis à l'OCDE pour développer les Recommandations de l'OCDE sur l'IA, les premières lignes directrices intergouvernementales au monde pour l'IA.

### Département de la Défense

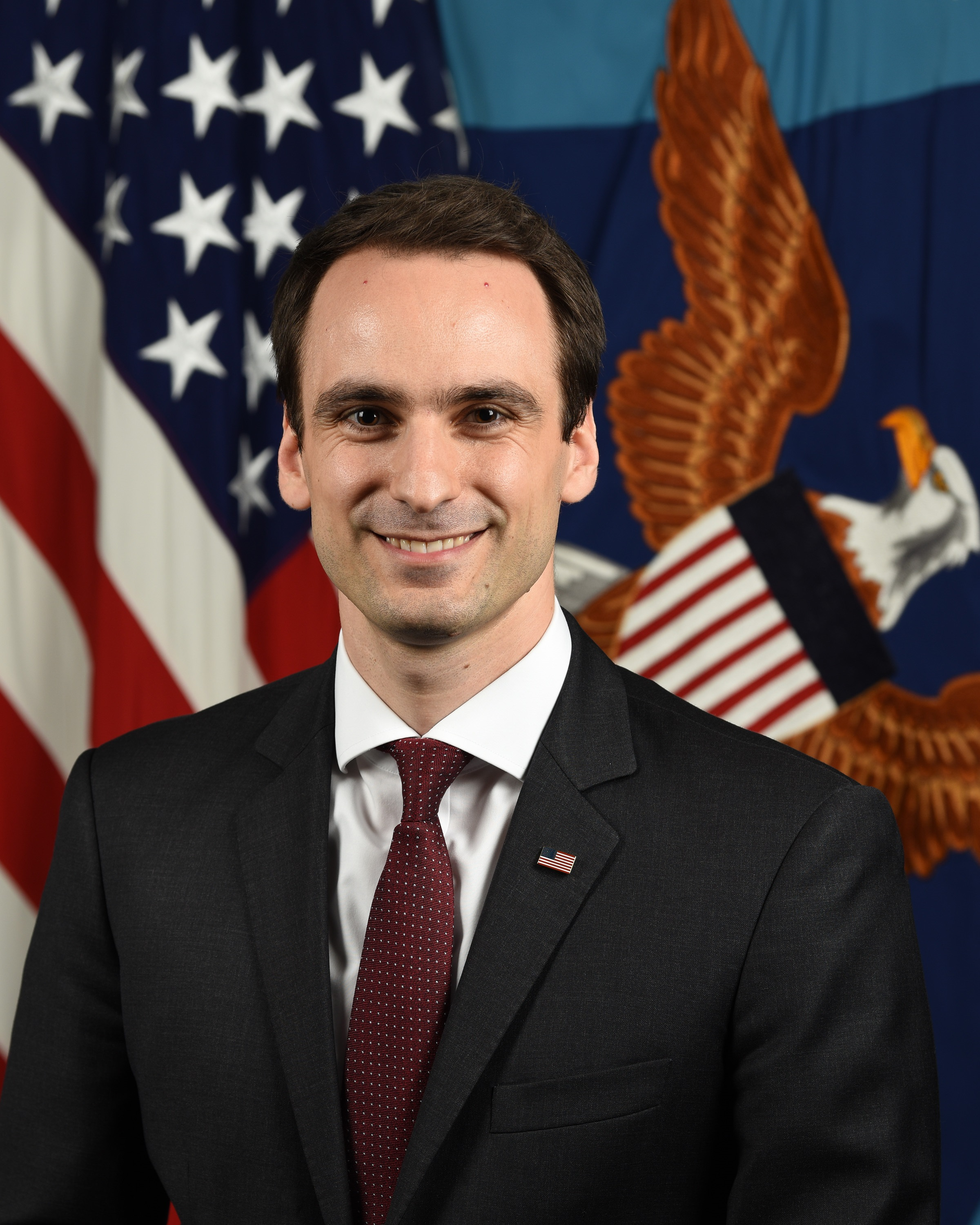
Photo officielle de Kratsios au Pentagone

Le 13 juillet 2020, le département de la Défense des États-Unis a annoncé que Kratsios servirait en tant que Sous-secrétaire à la Défense pour la recherche et l'ingénierie par intérim,,. Dans ce rôle, Kratsios a servi en tant que troisième plus haut fonctionnaire du département de la Défense et principal conseiller du secrétaire à la Défense pour la technologie, supervisant toutes les activités de recherche et d'ingénierie de la défense, le développement technologique, la transition technologique, les activités de prototypage, l'expérimentation et les activités et programmes de tests de développement,. Kratsios a également supervisé la Defense Advanced Research Projects Agency (Agence pour les projets de recherche avancée de défense), la Missile Defense Agency (Agence de défense antimissile), la Defense Innovation Unit (Unité d'innovation de la défense), l'Agence de développement spatial et l'entreprise des laboratoires du DOD. Kratsios a géré un budget de recherche et développement de 106 milliards de dollars, le plus important au monde.
Kratsios a milité pour que le département utilise mieux ses autorités de test uniques afin d'accélérer l'innovation, de renforcer ses partenariats de recherche et développement avec les startups et les petits innovateurs, et d'améliorer sa collaboration stratégique en R&D avec les alliés internationaux de l'Amérique. Kratsios a dirigé les efforts du Département pour accélérer l'adoption de la 5G, et en octobre 2020, il a annoncé des subventions de 600 millions de dollars pour l'expérimentation et les tests de la 5G sur cinq sites d'essais militaires américains, représentant les plus grands tests à grande échelle de la 5G pour des applications à double usage dans le monde.
Kratsios a également milité pour une plus grande participation des universités historiquement noires (HBCU) et des institutions desservant les minorités (MSI) dans la base industrielle de défense. En septembre 2020, Kratsios a annoncé l'octroi de 50 millions de dollars en subventions aux HBCU et MSI pour mener des recherches dans des domaines prioritaires de la défense,.

### Scale AI Inc.
En mars 2021, Kratsios a rejoint la startup de gestion de données Scale AI Inc. en tant que directeur général et responsable de la stratégie, un nouveau rôle au sein de l'entreprise.

## Reconnaissance
Kratsios a été inclus dans la liste des 40 Under 40 du magazine Fortune en 2019 et a été honoré en tant que Young Global Leader par le Forum économique mondial en 2020. Kratsios est le récipiendaire de la médaille du département de la Défense pour service Public Distingué, la plus haute distinction honorifique pouvant être conférée à un employé fédéral non-carrière ou à un citoyen privé. Kratsios a également reçu le prix d'excellence Archbishop Iakovos Leadership 100 de l'archevêché orthodoxe grec d'Amérique en 2020.
Kratsios a été publié dans The Wall Street Journal, The Washington Post, Wired, Bloomberg, Fortune, et CNN.

## Vie personnelle
En février 2024, il a annoncé ses fiançailles avec Alissa Davies, fille aînée de Sir David Davies.